# Крістіан Єнсен
Крістіан Єнсен (дан. Kristian Jensen; нар. 21 травня 1971, Міддельфарт) — данський політик, міністр з питань податків з 2004 по 2010 рік в урядах Андерса Фог Расмуссена і Ларса Люкке Расмуссена. У 2015—2016 році — міністр закордонних справ Данії.

## Життєпис
Єнсен народився у родині вчителів. Він навчався у Бізнес-школі Лемвіга. У 1995 році він став помічником у банку Unibank Brande. У 1993 році він приєднався до Молодих лібералів (Venstres Ungdom), молодіжної організації ліберальної партії «Венстре». У 1995–1998 рр. він входив до ради цієї організації.
У 1998 році він вперше отримав мандата члена Фолькетінгу (данського парламенту), переобирався у 2001, 2005, 2007, 2011 і 2015 рр. У 1998–2001 рр. він був представником «Венстре» з питань інформаційних технологій та спорту. З 2001 по 2004 рік він працював представником «Венстре» з фінансової політики та віце-головою Комітету з питань податків. У 2001–2004 він був членом Ради директорів Національного банку Данії.